# Scoloplax
Scoloplax  es el único género en la familia de las Scoloplacidae',  pez gato enano. 

## Especies
Las especies de este género son:
- Scoloplax baileyi Rocha, Lazzarotto y Py-Daniel, 2012
- Scoloplax baskini Rocha, de Oliveira y Rapp Py-Daniel, 2008
- Scoloplax dicra Bailey y Baskin, 1976
- Scoloplax distolothrix Schaefer, Weitzman y Britski, 1989
- Scoloplax dolicholophia Schaefer, Weitzman y Britski, 1989
- Scoloplax empousa Schaefer, Weitzman y Britski, 1989
[2] Estos peces se encuentran en agua dulce de Perú, Bolivia, Brasil,  Paraguay.[3] Los Scoloplacidae es la segunda familia más reciente de pez gato en ser  "descubierta";  la primera especie no fue descripta hasta 1976.  La más reciente familia es Lacantuniidae, descrita en 2005.[3]

## Distribución
Scoloplax se distribuye en Sudamérica en Perú, Bolivia, Brasil,  Paraguay. S. dicra es originaria de las cuencas del Amazonas y del Paraguay. S. distolothrix habita las  cuencas de los ríos Tocantinser-Araguaia, Xingu, y Paraguay. S. dolicholophia se halla en la cuenca del  río Negro en Brasil. S. empousa vive en las cuencas del Amazonas, Paraguay-Paraná.

## Descripción
Tienen tres filas de odontodos (dientes dermales), dos series bi-laterales y una serie medio-ventral. Hay un  rostro cun muy odontodos recurvados. La aleta adiposa está ausente.  La longitud máxima registrada es de  cerca de 2 cm SL.
Las especies de Scoloplax tienen un estómago modificado, alargado, de paredes finas, y claro. El esófago entrs al estómago a lo largo del lado dorsal, justo posterior al margen anterior del estómago;  el intestino sale del estómago ventralmente.  Un pequeño sector de tejido muscular representa la porción digestiva del estómago localizado en la entrada del esófago donde el intestino sale.  Este estómago modificado puede servir de control del empuje hidrostático o para respirar aire.

## Ecología
Las especies de Scoloplax son comunes en la camada de hojas en lagos meandrosos, estanques de aguas servidas, arroyos bien vegetados.